# Lucian Ionescu (general)
Lucian Ionescu este un general român.
A fost înaintat la gradul de general-maior (cu o stea) la 27 decembrie 1972 și apoi la gradul de general-locotenent (cu 2 stele) începând cu data de 30 decembrie 1982.
Generalul Lucian Ionescu a îndeplinit funcția de comandant al Armatei 1 (17 aprilie 1980 - 1 noiembrie 1984). 

## Distincții
- Ordinul „Tudor Vladimirescu” clasa a II-a (20 august 1984) „pentru contribuția deosebită adusă la înfăptuirea politicii Partidului Comunist Român de făurire a societății socialiste multilateral dezvoltate în patria noastră, cu prilejul celei de-a 40-a aniversări a revoluției de eliberare socială și națională, antifascistă și antiimperialistă”[3]